# Leila Al-Shami
Leila Al-Shami es una escritora y activista por los derechos humanos sirio-británica que ha estado comprometida con movimientos políticos de derechos humanos, particularmente en Siria.
Ella coescribió el libro Burning Country: Syrians in Revolution and War con Robin Yassin-Kassab, publicado por primera vez en 2016 y luego actualizado con un nuevo capítulo final en 2018. El libro tiene como objetivo describir y analizar el contexto del régimen autoritario sirio, el acontecimiento de la revolución siria de 2011, en el contexto de la Primavera Árabe y la evolución de guerra civil siria; con un enfoque en organizaciones de base y redes de consejos locales relevantes para guiar el movimiento de base. El libro recibió amplia atención y varios elogios.
Leila Al-Shami publica en The New York Times, y colabora en Global Voices. También ha escrito sobre la trayectoria del anarquista sirio Omar Aziz y su impacto en la revolución siria.

## Publicaciones
- Leila al-Shami y Robin Yassin-Kassab, Burning Country: Syrians in Revolution and War, 2016

### Contribuciones
- Syrie, le pays Brûlé (1970 - 2021). Le livre noir des Assad (en francés). Seuil. septembre de 2022. p. 847. ISBN 978-2-02-150233-6.